# The Cuckoo
The Cuckoo är en brittisk dramaserie vars första säsong hade premiär på Channel Five i april 2024. Första säsongen består av fyra avsnitt.

## Handling
Serien kretsar Nick och Jessica Hayes som hyr ut ett rum till en konstnär, Sian, som charmar hela familjen men vad har hon för motiv för att flytta in?

## Rollista (i urval)
- Jill Halfpenny - Sian
- Lee Ingleby - Nick
- Claire Goose - Jessica
- Marjorie Yates -  Fay
- Emily Healy - Roisín